# Protaetia potanini
Protaetia potanini är en skalbaggsart som beskrevs av Ernst Gustav Kraatz 1889. Protaetia potanini ingår i släktet Protaetia och familjen Cetoniidae. Utöver nominatformen finns också underarten P. p. hainanensis.